# Gijsbert van Hoogevest
Gijsbert Willem van Hoogevest (1951) is een Nederlands architect. Hij is de zoon van de Amersfoortse architect Teus van Hoogevest (1915-2005) en kleinzoon van Gijs van Hoogevest (1887-1968).
Van Hoogevest volgde de opleiding tot restauratie-architect aan de Technische Hogeschool in Delft.
Na het afronden van zijn studie ging hij werken op het architectenbureau van zijn vader, opgericht door zijn grootvader, waarvan hij in 1983 de leiding kreeg.
In 2009, het jaar dat het bureau honderd jaar bestond, werd hij voor zijn restauratiewerk onderscheiden met de benoeming tot Officier in de Orde van Oranje-Nassau.